# Gutu

Gutu är ett litet distrikt i provinsen Masvingo i södra Zimbabwe med 198 000 invånare.
Distriktet ligger i den nordligaste delen av provinsen. Servicecentret för distriktet är Mupandawana. Bland invånarna i distriktet fanns Simon Muzenda, tidigare vice-president i Zimbawe. I distriktet finns också Gutu Mission Hospital som arbetar med HIV/AIDS vård. 
Mupandawana var avsett att bli ett tillväxtcentrum under de första åren efter självständigheten. Distriktet är idag ett av de få i provinsen där levnadsstandarden är högre än genomsnittet. Befolkningen är från folkgruppen Karanga.